# Cidariophanes zofra
Cidariophanes zofra är en fjärilsart som beskrevs av Paul Dognin 1899. Cidariophanes zofra ingår i släktet Cidariophanes och familjen mätare. Inga underarter finns listade i Catalogue of Life.